# پروفلازپام
پروفلازپام(به انگلیسی: Proflazepam) (Ro10-3580) دارویی از مشتقات بنزودیازپین است.